# Mae Nam Tapi
Der Mae Nam Tapi (Thai: แม่น้ำตาปี), oder nur Tapi, ist ein Fluss im Süden Thailands. Seine Quelle befindet sich am Berg Khao Luang in der Provinz Nakhon Si Thammarat, die Mündung in den Golf von Thailand ist in der Nähe der Stadt Surat Thani. Der Fluss hat eine Gesamtlänge von 165 km.
Mit einem Einzugsgebiet von 5460 km² (ohne den wichtigsten Nebenfluss Phum Duang) und einer durchschnittlichen Wassermenge von 135,4 m³/s oder 4,3 km³ pro Jahr ist der Tapi der größte Fluss Südthailands. Der größte Nebenfluss, der Phum Duang, der weitere 6125 km² westlich entwässert, fließt in das Delta des Tapi etwa 15 km vor dessen Mündung ins Meer.
Der Fluss wurde im August 1915 nach dem Fluss Tapti in Indien benannt, nachdem schon die Stadt Surat Thani ihren Namen von der Stadt Surat bekommen hatte – König Vajiravudh, der die Gegend besucht hatte, erinnerte die Lage der Stadt an die indischen Gegebenheiten.

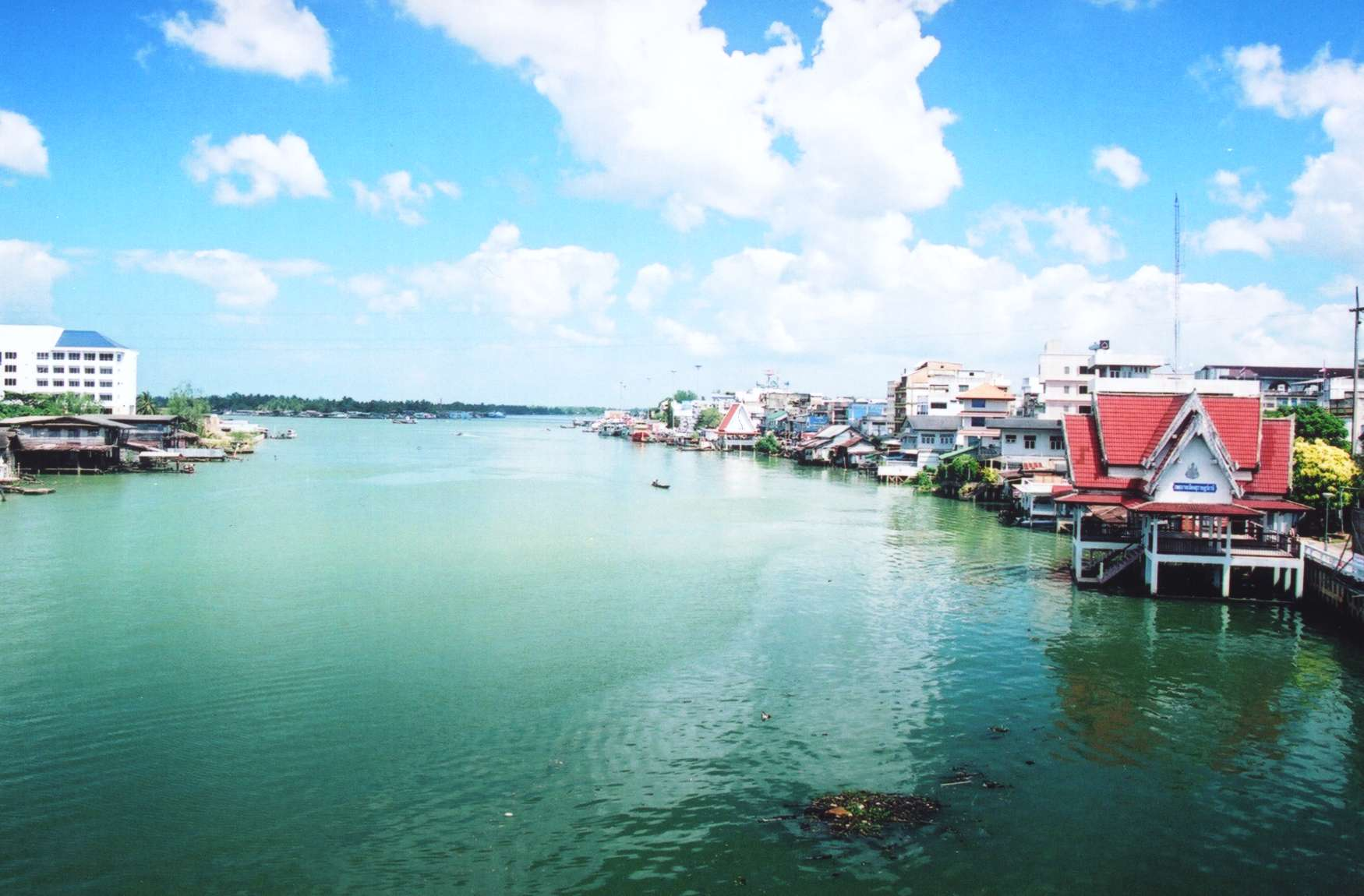
Flussufer der Stadt Surat Thani
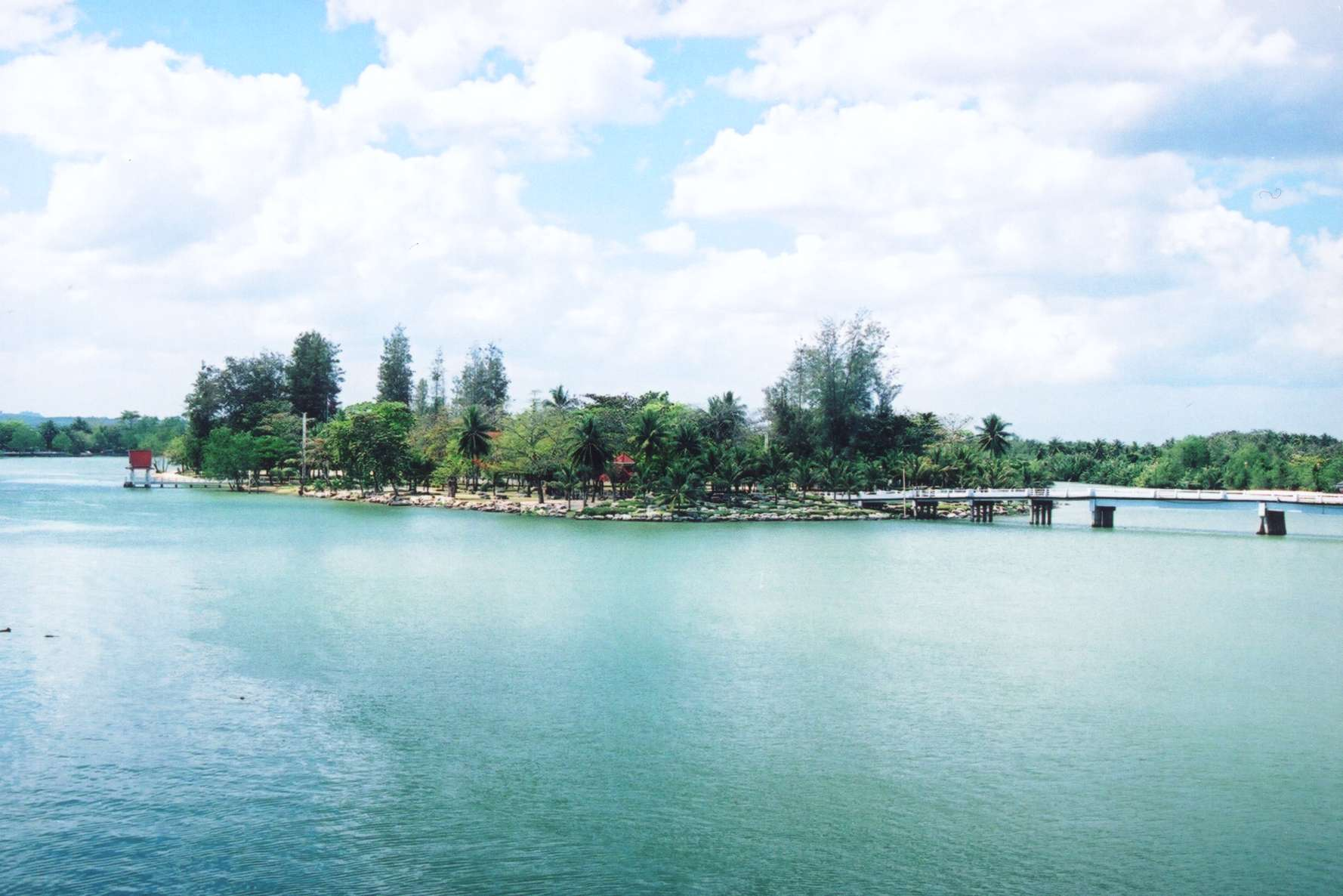
Die Insel Lamphu im Mae Nam Tapi in Surat Thani
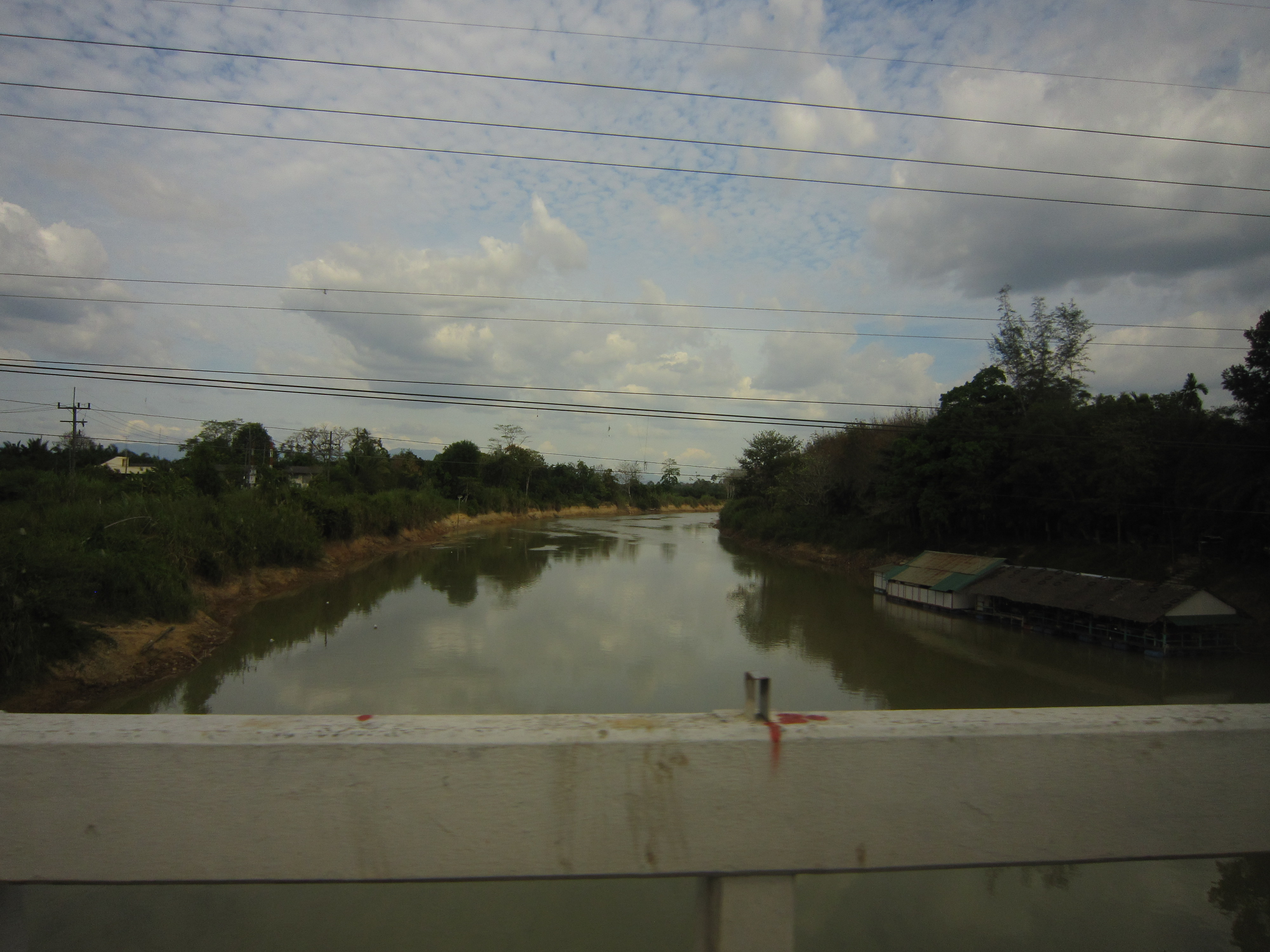
Der Tapi bei Phata Saeng